# Let's Elope (film)
Let's Elope er en amerikansk stumfilm fra 1919 af John S. Robertson.

## Medvirkende
- Marguerite Clark som Eloise Farrington
- Frank Mills som Hilary Farrington
- Gaston Glass som Darrell McKnight
- Helen Greene som Nora Gail
- Blanche Standing